# Список итальянских вин категории DOC
Список итальянских вин категории DOC включает в себя 329 наименований, которые классифицируются по региону производства.

## Абруццо
- Abruzzo производится в провинции Кьети, Л’Аквила, Пескара и Терамо.
- Cerasuolo d'Abruzzo производится в провинции Кьети, Л’Аквила, Пескара и Терамо.
- Controguerra производится в провинции Терамо
- Montepulciano d'Abruzzo производится в провинции Чьети, Л’Аквила и Терамо
- Ortona производится в провинции Кьети.
- Terre Tollesi оно же Tullum, производится в провинции Кьети
- Trebbiano d'Abruzzo производится в провинции Кьети, Л’Аквила, Пескара и Терамо.
- Villamagna производится в провинции Кьети

## Базиликата
- Aglianico del Vulture производится в провинции Потенца
- Matera производится в провинции Матера
- Terre dell'Alta Val d'Agri производится в провинции Потенца

## Венето
- Amarone della Valpolicella, производится в провинции Верона
- Arcole, производится в провинциях Верона и Виченца
- Bagnoli di Sopra, производится в провинции Падуя
- Bardolino, производится в провинции Верона
- Bianco di Custoza, производится в провинции Верона
- Breganze, производится в провинции Виченца
- Colli Berici, производится в провинции Виченца
- Colli di Conegliano, производится в провинции Тревизо
- Colli Euganei, производится в провинции Падуя
- Corti Benedettine del Padovano, производится в провинциях Падуя и Венеция.
- Gambellara, производится в провинции Виченца
- Garda, производится в провинциях Верона (Венето), Брешия и Мантуя (Ломбардия)
- Lison Pramaggiore производится в провинциях Венеция и Тревизо (Венето) и Парденоне (Фриули-Венеция-Джулия)
- Lugana, производится в провинциях Верона (Венето), Брешия (Ломбардия)
- Merlara, производится в провинции Падуя
- Montello e Colli Asolani, производится в провинции Тревизо
- Monti Lessini, производится в провинции Виченца
- Piave, производится в провинциях Тревизо и Венеция
- Prosecco, производится в провинции Тревизо
- Riviera del Brenta, производится в провинциях Падуя и Венеция.
- San Martino della Battaglia, производится в провинциях Верона (Венето) и Брешия (Ломбардия)
- Soave, производится в провинции Верона
- Valdadige, производится в провинциях Верона (Венето), Больцано и Тренто (Трентино-Альтоадидже)
- Valpolicella, производится в провинции Верона
- Valpolicella Ripasso, производится в провинции Верона
- Venezia, производится в провинциях Тревизо и Венеция
- Vicenza, производится в провинции Виченца
- Vin Santo di Gambellara, производится в провинции Виченца

## Калабрия
- Bivongi производится в провинциях Реджо ди Калабрия и Катанзаро.
- Cirò, производится в провинции Кротоне
- Donnici, производится в провинции Козенца
- Greco di Bianco, производится в провинции Реджо ди Калабрия.
- Lamezia, производится в провинции Катанзаро.
- Мелисса, производится в провинции Кротоне
- Pollino, производится в провинции Козенца.
- Sant'Anna di Isola Capo Rizzuto, производится в провинции Кротоне и Катанзаро
- San Vito di Luzzi, производится в провинции Козенца
- Savuto, производится в Козенце и Катанзаро
- Scavigna, производится в провинции Котанзаро.
- Verbicaro, производится в провинции Козенца.

## Кампания
- Aglianico del Taburno, производится в провинции Беневенто
- Aversa Asprinio, производится в Казерте и Наполи.
- Campi Flegrei, производится в провинции Наполи
- Capri, производится в провинции Наполи
- Castel San Lorenzo, производится в провинции Салерно
- Cilento, производится в провинции Салерно
- Costa d'Amalfi, производится в провинции Салерно
- Falerno del Massico, производится в Казерте
- Falanghina del Sannio, производится в беневенто и Авеллиано.
- Galluccio, производится в Казерте
- Guardiolo, производится в провинции Беневенто
- Irpina, производится в провинции Авеллиано
- Ischia, производится в провинции Наполи
- Penisola Sorrentina, производится в провинции Наполи
- Sannio, производится в провинции Беневенто
- Sant'Agata dei Goti, производится в провинции Беневенто
- Solopaca, производится в провинции Беневенто
- Taburno, производится в провинции Беневенто
- Vesuvio, производится в провинции Наполи

## Лацио
- Aleatico di Gradoli производится в провинции Витербо
- Aprilia производится в провинции Латина
- Atina производится в провинции Фросионе
- Bianco Capena производится в провинции Рим
- Castelli Romani производится в провинции Рим
- Cerveteri производится в провинции Рим
- Cesanese del Piglio оно же Piglio производится в провинции Фросионе
- Cesanese di Affile производится в провинции Рим
- Cesanese di Olevano Romano производится в провинции Рим
- Circeo производится в провинции Латина
- Colli Albani производится в провинции Рим
- Colli della Sabina производится в провинциях Риети и Рим.
- Colli Etruschi Viterbesi производится в провинции Витербо
- Colli Lanuvini производится в провинции Рим
- Cori производится в провинции Латина
- Est! Est!! Est!!! di Montefiascone производится в провинции Витербо
- Frascati производится в провинции Рим
- Genazzano производится в провинциях Фросионе и Рим.
- Marino производится в провинции Рим
- Montecompatri Colonna производится в провинции Рим
- Nettuno производится в провинции Рим
- Orvieto производится в провинциях Витербо (Лацио) и Терни (Умбрия)
- Roma производится в провинции Рим
- Tarquinia производится в провинции Витербо и Рим
- Terracina оно же Moscato di Terracina, производится в провинции Латина
- Velletri производится в провинции Латина и Рим
- Vignanello производится в провинции Витербо
- Zagarolo производится в провинции Рим

## Лигурия
- Cinque Terre
- Cinque Terre Sciacchetrà производится в провинции Ла Специя
- Colli di Luni производится в провинциях Ла Специя (Лигурия) и Масса-Каррара (Тоскана)
- Colline di Levanto производится в провинции Ла Специя
- Golfo del Tigullio производится в провинции Генуя
- Riviera Ligure di Ponente
- Rossese di Dolceacqua
- Val Polcevera производится в провинции Генуя
- Pornassio

## Ломбардия
- Botticino, производится в провинции Брешия
- Bonarda dell'Otrepo Pavese, производится в провинции Павия
- Buttafuoco dell'Oltrepo Pavese, производится в провинции Павия
- Casteggio, производится в провинции Павия
- Capriano del Colle, производится в провинции Брешия
- Cellatica, производится в провинции Брешия
- Garda производится в провинциях Брешия и Мантуя (Ломбардия) и Верона (Венето).
- Garda Colli Mantovani, производится в провинции Мантуя
- Lambrusco Mantovano, производится в провинции Мантуя
- Lugana, производится в провинциях Брешия (Ломбардия) и Верона (Венето).
- Oltrepò Pavese, производится в провинции Павия
- Riviera del Garda Bresciano, производится в провинции Брешия
- San Colombano al Lambro, производится в провинциях Лоди, Милано и Павия.
- San Martino della Battaglia, производится в провинциях Брешия (Ломбардия) и Верона (Венето)
- Scanzo, производится в провинции Бергамо
- Terre di Franciacorta, производится в провинции Брешия
- Valcalepio, производится в провинции Бергамо
- Valtellina Rosso, производится в провинции Сондрио
- Valtenesi, производится в провинции Брешия

## Марке
- Bianchello del Metauro, производится в провинциях Пескаро и Урбино.
- Colli Maceratesi, производится в провинции Мачерата
- Colli Pesaresi, производится в провинции Песаро
- Esino, производится в провинциях Анкона и Мачерата.
- Falerio dei Colli Ascolani, производится в провинции Асколи-Пичено
- Lacrima di Morro d'Alba, производится в провинции Анкона.
- Offida, производится в провинции Асколи-Пичено
- Pergola, производится в провинции Песаро и Урбино.
- Rosso Conero производится в провинции Анкона.
- Rosso Piceno, производится в провинциях Анкона, Асколи-Пичено, Фермо и Мачерата.
- Verdicchio dei Castelli di Jesi, производится в провинциях Анкона и Мачерата.
- Verdicchio di Matelica, производится в провинциях Анкона и Мачерата.

## Молисе
- Biferno, производится в провинции Кампобассо
- Molise, производится в провинциях Кампобассо и Исерния
- Pentro di Isernia, производится в провинции Исерния
- Tintilia, производится в провинциях Кампобассо и Исерния

## Пьемонт
- Albugnano, производится в провинции Асти
- Alta Langa, производится в провинциях Алессандрия, Асти и Кунео.
- Barbera d'Alba, производится в провинции Кунео.
- Barbera d'Asti, производится в провинции Асти
- Barbera del Monferrato, производится в провинциях Алессандрия и Асти
- Barbaresco, производится в провинции Ланге
- Barolo, производится в провинции Ланге
- Boca, производится в провинции Новара
- Bramaterra, производится в провинциях Биэлла и Верчелли
- Calosso, производится в провинции Асти
- Canavese, производится в провинциях Биэлла, Турин и Верчелли
- Carema, производится в провинции Турин
- Cisterna d'Asti, производится в провинциях Кунео и Асти.
- Colli Tortonesi, производится в провинции Алессандрия.
- Collina Torinese, производится в провинции Турин
- Colline Novaresi, производится в провинции Новара
- Colline Saluzzesi, производится в провинции Кунео.
- Cortese dell'Alto Monferrato, производится в провинциях Алессандрия и Асти
- Coste della Sesia, производится в провинциях Биэлла и Верчелли
- Dolcetto d'Acqui, производится в провинции Алессандрия.
- Dolcetto d'Alba, производится в провинции Кунео.
- Dolcetto d'Asti, производится в провинции Асти
- Dolcetto delle Langhe Monregalesi, производится в провинции Кунео.
- Dolcetto di Diano d'Alba, производится в провинции Кунео.
- Dolcetto di Dogliani, производится в провинции Кунео.
- Dolcetto di Ovada, производится в провинции Алессандрия.
- Erbaluce di Caluso, производится в провинциях Биэлла, Турин и Верчелли
- Fara, производится в провинции Новара
- Freisa d'Asti, производится в провинции Асти
- Freisa di Chieri, производится в провинции Турин
- Gabiano, производится в провинции Алессандрия.
- Grignolino d'Asti, производится в провинции Асти
- Grignolino del Monferrato Casalese, производится в провинции Алессандрия.
- Langhe, производится в провинции Кунео.
- Lessona, производится в провинции Биэлла.
- Loazzolo, производится в провинции Асти
- Malvasia di Casorzo d'Asti, производится в провинциях Алессандрия и Асти
- Malvasia di Castelnuovo Don Bosco, производится в провинциях Алессандрия и Асти
- Monferrato, производится в провинциях Алессандрия и Асти
- Nebbiolo d'Alba, производится в провинции Кунео.
- Piemonte, производится в провинциях Алессандрия, Асти и Кунео.
- Pinerolese, производится в провинциях Кунео и Турин.
- Rubino di Cantavenna, производится в провинции Алессандрия.
- Ruché di Castagnole Monferrato, производится в провинции Асти
- Sizzano, производится в провинции Новара
- Valsusa, производится в провинции Турин
- Verduno Pelaverga, производится в провинции Кунео.

## Эмилия-Романия
- Bosco Eliceo производится в провинциях Ферара и Равенна.
- Cagnina di Romagna производится в провинциях Форли и Равенна.
- Colli Bolognesi производится в провинции Болонья и Модена
- Colli Bolognesi Classico Pignoletto производится в провинции Болонья
- Colli di Faenza производится в провинциях Форли и Равенна.
- Colli di Imola производится в провинции Болонья
- Colli di Parma производится в провинции Парма
- Colli di Rimini производится в провинции Римини
- Colli di Scandiano e di Canossa
- Colli Piacentini производится в провинции Пьяченца
- Colli Romagna Centrale производится в провинциях Форли и Равенна.
- Gutturnio производится в провинции Пьяченца
- Lambrusco di Sorbara производится в провинции Модена
- Lambrusco Grasparossa di Castelvetro производится в провинции Модена
- Lambrusco Salamino di Santacroce производится в провинции Модена
- Modena производится в провинции Модена
- Ortrugo производится в провинции Пьяченца
- Pagadebit di Romagna производится в провинциях Форли и Равенна.
- Reggiano производится в провинции Реджо Эмилия
- Reno производится в провинции Болонья и Модена
- Romagna Albana Spumante (Bianco Spumante) производится в провинциях Болонья, Форли и Равенна.
- Sangiovese di Romagna производится в провинциях Болонья, Форли и Равенна.
- Trebbiano di Romagna производится в провинциях Болонья, Форли и Равенна.

## Сардиния
- Alghero, производится в провинции Сассари
- Arborea, производится в провинции Ористано
- Campidano di Terralba, производится в провинции Ористано и Кальяр
- Cannonau di Sardegna, производится на всей Сардинии
- Carignano del Sulcis, производится в провинции Кальяри
- Girò di Cagliari, производится в провинции Ористано и Кальяри
- Malvasia di Bosa, производится в провинции Нуоро
- Malvasia di Cagliari, производится в провинции Ористано и Кальяри
- Mandrolisai, производится в провинции Ористано и Нуоро
- Monica di Cagliari, производится в провинции Ористано и Кальяри
- Monica di Sardegna, производится на всей Сардинии
- Moscato di Cagliari, производится в провинции Ористано и Кальяри
- Moscato di Sardegna, производится на всей Сардинии
- Moscato di Sorso Sennori, производится в провинции Сассари
- Nasco di Cagliari, производится в провинции Ористано и Кальяри
- Nuragus di Cagliari, производится в провинции Ористано, Нуоро и Кальяри
- Sardegna Semidano, производится на всей Сардинии
- Vermentino di Sardegna, производится на всей Сардинии
- Vernaccia di Oristano, производится в провинции Ористано

## Сицилия
- Alcamo производится в провинции Палермо и Трапани
- Contea di Sclafani производится в провинции Агридженто, Кальтанисета и Палермо
- Contessa Entellina производится в провинции Палермо
- Delia Nivolelli Nero d'Avola производится в провинции Трапани
- Eloro производится в провинции Рагуса и Сиракузы
- Erice производится в провинции Трапани
- Etna производится в провинции Катания
- Faro производится в провинции Мессина
- Malvasia delle Lipari производится в провинции Мессина
- Mamertino di Milazzo производится в провинции Мессина
- Marsala производится в провинции Трапани
- Menfi производится в провинции Агридженто и Трапани
- Monreale производится в провинции Палермо
- Noto производится в провинции Агридженто
- Moscato di Pantelleria производится в провинции Трапани
- Moscato di Siracusa производится в провинции Сиракузы
- Riesi производится в провинции Кальтанисетта
- Salaparuta производится в коммуне Салапарута в провинции Трапани.
- Sambuca di Sicilia производится в провинции Агридженто
- Santa Margherita di Belice производится в провинции Агридженто
- Sciacca производится в провинции Агридженто
- Siracusa производится в провинции Сиракузы
- Vittoria производится в провинции Кальтанисетта, Катания и Рагуса.

## Тоскана
- Ansonica Costa dell'Argentario, производится в провинции Гроссето.
- Barco Reale di Carmignano, производится в провинции Флоренция и Прато
- Bianco della Valdinievole, производится в провинции Пистойя.
- Bianco dell'Empolese, производится в провинциях Флоренция и Пистойя.
- Bianco di Pitigliano, производится в провинции Гроссето.
- Bianco Pisano di San Torpè, производится в провинции Пиза.
- Bianco Vergine della Valdichiana, производится в провинциях Ареццо и Сиена.
- Bolgheri, производится в провинции Ливорно.
- Candia dei Colli Apuani, производится в провинции Масса-Карара
- Capalbio, производится в провинции Гроссето.
- Colli dell'Etruria Centrale, производится в провинциях Ареццо, Флоренция, Пиза, Прато и Сиена.
- Colli di Luni, производится в провинциях Масса-Карара (Тоскана) и Ла Специя (Лигурия)
- Colline Lucchesi, производится в провинции Лукка.
- Cortona, производится в провинции Ареццо
- Elba, производится в провинции Ливорно
- Maremma Toscana, производится в провинции Гроссето.
- Montecarlo, производится в провинции Лукка.
- Montecucco, производится в провинции Гроссето.
- Monteregio di Massa Marittima, производится в провинции Гроссето.
- Montescudaio, производится в провинциях Ливоно и Пиза
- Morellino di Scansano, производится в провинции Гроссето.
- Moscadello di Montalcino, производится в провинции Сиена
- Orcia, производится в провинции Сиена
- Parrina, производится в провинции Гроссето.
- Pomino, производится в провинции Флоренция
- Rosso di Montalcino, производится в провинции Сиена
- Rosso di Montepulciano, производится в провинции Сиена
- San Gimignano, производится в провинции Сиена
- Sant'Antimo, производится в провинции Сиена
- Sovana, производится в провинции Гроссето.
- Val d'Arbia, производится в провинции Сиена
- Val di Cornia, производится в провинциях Ливоно и Пиза
- Vernaccia di San Gimignano, производится в городе Сан-Джиминьяно провинции Сиена в регионе Тоскана.
- Vin Santo del Chianti, производится в провинциях Ареццо, Флоренция, Пиза, Пистойя, Прато и Сиена.
- Vin Santo del Chianti Classico, производится в провинциях Флоренция и Сиена.
- Vin Santo di Montepulciano, производится в провинции Сиена

## Трентино - Альто-Адидже

### Южный Тироль
- Südtirol
- Kalterersee
- Valdadige
- Santa Maddalena

### Трентино
- Casteller
- Teroldego Rotaliano
- Trentino
- Trento
- Lago di Caldaro
- Valdadige

## Умбрия
- Amelia, производится в провинции Терни
- Assisi, производится в провинции Перуджа
- Colli Altotiberini, производится в провинции Перуджа
- Colli Amerini, производится в провинции Терни
- Colli del Trasimeno, производится в провинции Перуджа
- Colli Martani, производится в провинции Перуджа
- Colli Perugini, производится в провинции Перуджа и Терни
- Lago di Corbara, производится в провинции Перуджа и Терни
- Montefalco, производится в провинции Перуджа
- Orvieto, производится в провинциях Терни (Умбрия) и Витербо (Лацио)
- Rosso Orvietano, производится в провинции Терни
- Spoleto, производится в провинции Перуджа
- Todi, производится в провинции Перуджа
- Torgiano, производится в провинции Перуджа

## Фриули-Венеция-Джулия
- Carso, производится в провинциях Гориция и Триест.
- Colli Orientali del Friuli, производится в провинции Удине.
- Colli Orientali del Friuli Cialla, производится в провинции Удине.
- Colli Orientali del Friuli Rosazzo, производится в провинции Удине.
- Collio, производится в провинции Гориция
- Friuli Annia, производится в провинции Удине.
- Friuli Aquileia, производится в провинции Удине.
- Friuli Grave, производится в провинциях Перденоне и Удине
- Friuli Isonzo, производится в провинции Гориция
- Friuli Latisana, производится в провинции Удине.
- Lison Pramaggiore, производится в провинциях Перденоне (Фриулия-Венеция-Джулия) и Венеция и Тревизо (Венето)